# Monastero di Labrang
Il monastero di Labrang (in lingua tibetana བླ་བྲང་བཀྲ་ཤིས་འཁྱིལ་ Traslitterazione Wylie bla-brang bkra-shis-'khyil) è uno dei sei più grandi monasteri della scuola di Gelug del buddismo tibetano. Il suo antico nome era Genden Shédrup Dargyé Trashi Gyésu khyilwé Ling (tibetano དགེ་ལྡན་བཤད་སྒྲུབ་དར་རྒྱས་བཀྲ་ཤིས་གྱས་སུ་འཁྱིལ་བའི་གླིང༌། traslitterato dge ldan bshad sgrub dar rgyas bkra shis gyas su 'khyil ba'i gling).
Il monastero si trova a Labrang, nella contea di Xiahe, Prefettura autonoma tibetana di Gannan nella provincia del Gansu, nell'area tradizionale tibetana di Amdo. Il monastero ospita il più grande numero di monaci buddisti al di fuori della regione Autonoma del Tibet. Xiahe si trova a circa quattro ore di macchina dalla capitale della provincia Lanzhou.
Nella prima parte del XX secolo, Labrang era di gran lunga il monastero più grande e influente di Amdo. Si trova sul fiume Daxia, un affluente del fiume Giallo.

## Storia
Il monastero venne fondato nel 1709 dal primo Jamyang Shêpa, Ngawang Tsondru. Si tratta del più importante monastero di monaci buddisti al di fuori della regione autonoma del Tibet.
Il monastero di Labrang è situato all'incrocio strategico di due importanti culture asiatiche - tibetana e mongola - ed era una delle più grandi università monastiche buddiste. All'inizio del XX secolo ospitava diverse migliaia di monaci. Labrang era anche un punto di incontro per numerose feste religiose annuali ed era la sede di una base di potere tibetana che si sforzava di mantenere l'autonomia regionale attraverso le mutevoli alleanze e i sanguinosi conflitti che si verificarono tra il 1700 e il 1950.
Nell'aprile del 1985 la sala delle assemblee venne distrutta dal fuoco, poi sostituita da un nuovo edificio consacrato nel 1990.

## Descrizione
Il complesso monastico domina la parte occidentale del villaggio. Le pareti bianche e i tetti dorati presentano una miscela di stili architettonici tibetani e indiani di Vihara. Il monastero contiene 18 sale, sei istituti di apprendimento, uno stupa dorato e un'area di dibattito dei sutra che ospita circa 60.000 sutra.
Ha un museo buddista con una vasta collezione di statue di Buddha, sutra e murales. Inoltre, è disponibile per l'acquisto una grande quantità di libri in lingua tibetana, inclusi libri sulla storia, medicine, calendari, musica e oggetti d'arte.
Un tempo c'era una grande statua del Buddha dipinta in oro, alta più di 15 metri, circondata da file di Buddha circostanti inseriti in nicchie.
Oggi il monastero è un sito importante per le cerimonie e le attività buddiste. Dal 4 al 17 gennaio e dal 26 giugno al 15 luglio (queste date possono cambiare in base al calendario lunare), vi si svolge la grande cerimonia buddista con dibattiti sul Buddha, preghiere, sutra, ecc.

## Attacchi subiti da parte della cricca Ma

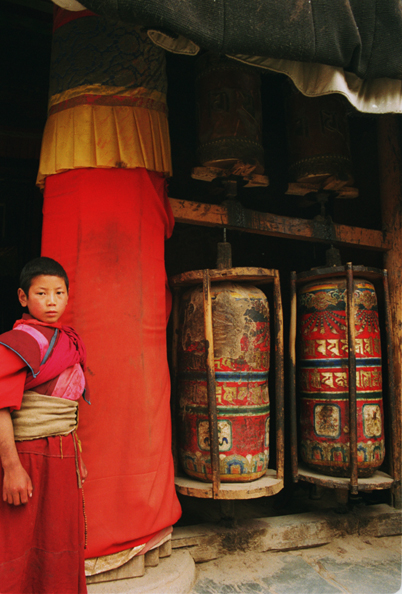
Giovane monaco e ruote della preghiera

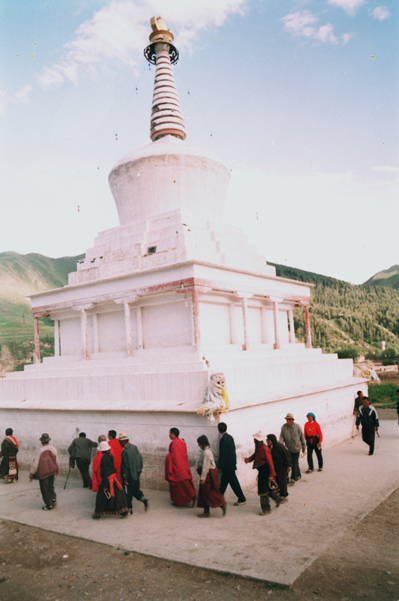
Visitatori girano intorno allo stupa

Gli eserciti hui (musulmani cinesi) della cricca Ma lanciarono numerosi attacchi contro il monastero, al comando dei generali Ma Qi e Ma Bufang nel corso delle campagne contro i golok.
Ma Qi occupò il monastero nel 1917, la prima volta di un esercito non tibetano. Ma Qi sconfisse le forze tibetane con le sue truppe hui, che vennero lodate dagli stranieri, che viaggiavano attraverso il Qinghai, per la loro abilità nel combattimento.
Dopo l'esplosione dei disordini etnici tra Hui e tibetani, nel 1918, Ma Qi sconfisse I tibetani e tassò pesantemente la città per 8 anni. Nel 1921, Ma Qi e il suo esercito musulmano schiacciarono i monaci tibetani del monastero di Labrang quando cercarono di opporglisi. Nel 1925 scoppiò una ribellione tibetana, con migliaia di tibetani che espulsero gli Hui. Ma Qi rispose con un esercito di 3000 Hui, che riprese il controllo del monastero e mitragliò migliaia di monaci tibetani mentre tentavano di fuggire. During a 1919 attack by Muslim forces, monks were executed by burning. Bodies were left strewn around Labrang by Hui troops.
Ma Qi assediò Labrang numerose volte. I tibetani lottarono contro gli Hui per riprendere il controllo di Labrang fino a quando Ma Qi glielo restituì nel 1927. Tuttavia, quella non fu l'ultima volta che a Labrang videro il generale Ma. Questi lanciò una guerra genocida contro i golok nel 1928, infliggendo loro una pesante sconfitta e riconquistando il monastero di Labrang. Le forze Hui saccheggiarono e devastarono nuovamente il monastero.
L'esploratore austriaco-americano Joseph Rock vide le conseguenze di una delle campagne della cricca di Ma contro Labrang. L'esercito Ma lasciò gli scheletri tibetani sparsi su una vasta area e il monastero era decorato con teste tibetane decapitate. Dopo la battaglia del 1929 a Xiahe, vicino a Labrang, le teste dei tibetani decapitati furono usate come ornamenti dalle truppe Hui nel loro campo, 154 in tutto. Rock descrisse le teste di "giovani ragazze e bambini" appese nel campo militare. Dieci o quindici teste erano fissate alla sella di ogni cavaliere musulmano. Le teste erano "appese alle pareti della guarnigione musulmana come una ghirlanda di fiori".

## Eventi recenti
Nel marzo 2008 ci furono proteste di monaci del monastero di Labrang e di altri tibetani etnici legati a precedenti proteste e rivolte scoppiate a Lhasa.